# Cisticole plaintive
Cisticola lais
Espèce
Statut de conservation UICN

 LC  : Préoccupation mineure
La Cisticole plaintive (Cisticola lais) est une espèce de passereaux de la famille des Cisticolidae, endémique de l'afromontane.

## Répartition et sous-espèces
Selon la classification de référence du Congrès ornithologique international (15.1, 2025) elle se répartit en sept sous-espèces (ordre phylogénique) :
- C. l. namba Lynes, 1931 — plateau de Bié (Angola) ;
- C. l. semifasciatus Reichenow, 1905 — Malawi et environs ;
- C. l. mashona Lynes, 1930 — plateau de Manica, nord-est de l'Afrique du Sud et ouest de l'Eswatini[2] ;
- C. l. oreobates Irwin, 1966 — mont Gorongoza (Mozambique) ;
- C. l. monticola Roberts, 1913 — Transvaal ;
- C. l. lais (Hartleub & Finsch, 1870) — est de l'Afrique du Sud et Lesotho ;
- C. l. maculatus Lynes, 1930 — sud de l'Afrique du Sud.